# Посадка (хутор)
Посадка — хутор в Хомутовском районе Курской области. Входит в состав Сальновского сельсовета.

## География
Хутор находится на реке Горькая Яблоня (приток Сева), в 13,5 км от российско-украинской границы, в 122 км к северо-западу от Курска, в 7,5 км к северо-западу от районного центра — посёлка городского типа Хомутовка, в 2,5 км от центра сельсовета — села Сальное.
Улицы
В хуторе улица Полевая.
Климат
Посадка, как и весь район, расположена в поясе умеренно континентального климата с тёплым летом и относительно тёплой зимой (Dfb в классификации Кёппена).
Часовой пояс
Хутор Посадка, как и вся Курская область, находится в часовой зоне МСК (московское время). Смещение применяемого времени относительно UTC составляет +3:00.

## Население
| 2002 | 2010 |
| ---- | ---- |
| 30   | ↘17  |

## Инфраструктура
Личное подсобное хозяйство. В хуторе 13 домов.

## Транспорт
Посадка находится в 0,5 км от автодороги федерального значения М3 «Украина» (Москва — Калуга — Брянск — граница с Украиной), в 3,5 км от автодороги А142 (Тросна — М-3 «Украина»), в 4 км от автодороги регионального значения 38К-034 (А-142 — Калиновка — М-3 «Украина»), в 7 км от автодороги межмуниципального значения 38Н-668 (М-3 «Украина» — Прилепы — Обжи), на автодороге 38Н-669 (М-3 «Украина» – Сальное), в 44,5 км от ближайшей ж/д станции Дмитриев-Льговский (линия Навля — Льгов I).
В 209 км от аэропорта имени В. Г. Шухова (недалеко от Белгорода).